# ليزا ماريا موزر
ليزا ماريا موزر مواليد 28 مارس 1991 في غراتس، هي لاعبة كرة مضرب نمساوية وتحتل حالياً المرتبة 481 (20 يوليو 2015) في تصنيف رابطة محترفات كرة المضرب. أعلى تصنيف لها في الفردي كان 280. أعلى تصنيف لها في الزوجي كان 480.

## النهائيات

### الفردي (2–2)
| الحصيلة | الرقم | التاريخ        | الدورة                   | الأرضية | المنافس          | النتيجة  |
| ------- | ----- | -------------- | ------------------------ | ------- | ---------------- | -------- |
| الفوز   | 1.    | 3 يونيو 2013   | شرم الشيخ، مصر           | صلبة    | سيلفيا زاجورسكا  | 6–2, 6–4 |
| الوصافة | 1.    | 10 يونيو 2013  | شرم الشيخ، مصر           | صلبة    | ألينا ميكهيفا    | 4–6, 4–6 |
| الوصافة | 2.    | 2 سبتمبر 2013  | سراييفو، البوسنة والهرسك | ترابية  | لينا-ماري هوفمان | 4–6, 2–6 |
| الفوز   | 2.    | 22 سبتمبر 2014 | أنطاليا، تركيا           | صلبة    | كلوديا جيوفين    | 7–5, 6–4 |

## روابط خارجية
- ليزا ماريا موزر على موقع رابطة محترفات التنس (الإنجليزية)
- ليزا ماريا موزر على موقع الاتحاد الدولي لكرة المضرب (الإنجليزية)
- ليزا ماريا موزر على موقع خلاصة التنس.كوم (الإنجليزية)
- ليزا ماريا موزر على موقع إي إس بي إن.كوم (الإنجليزية)